# لجنة المسلمين السابقين المركزية
لجنة المسلمين السابقين المركزية هي لجنة هولندية تهدف لمساعدة المسلمين الذين يريدون ترك الإسلام من خلال حقهم الدستوري في حرية الاعتقاد. بالإضافة إلى ذلك، فإن اللجنة تهدف لكسر التابو حول الردة في العالم الإسلامي إلى جانب بدء نقاش حول حقوق المرأة في المجتمع.
ناقشت اللجنة الحكومة الهولندية لتقديم المزيد من الدعم لمساعدة المسلمين السابقين في المنفى. قام إحسان جامي ولبنا برادة بتأسيس اللجنة في 2007، بمساعدة عدة مستشارين ومسلمين سابقين آخرين مثل البروفيسور آفشين إليان المعروف بانتقاده العنيف للشيعة.
بدأت اللجنة أعمالها رسميًا في سبتمبر 2007 بعد إعلان تأسيسها للعامة الهولنديين بواسطة الإذاعة في 2 مايو 2007. أثناء الإذاعة أعلن جامي عن أمنيته لتقديم يد المساعدة للمسلمين الذين يريدون هجر ديانتهم حيث أن المجتمع الإسلامي لا يسمح بالردة.
أوضح جامي أن ترك الإسلام هو اختيار متاح في المجتمعات الإسلامية طالما كان ذلك سرًا وغير ومعلن واستمر الشخص في التصرف وكأنه ما زال مسلمًا. الخروج المعلن عن الإسلام، كما وضح جامي، تؤدي إلى الطرد وإلى التهديد بالقتل وهو تصرف يرفضه بشدة. لاحقًا في هذا الاسبوع، ظهر جامي على شاشات التليفزيون الهولندي في برنامج 'Schepper & Co' يدافع عن ملاحظاته بالإشارة إلى أنه -بصفته سياسي- واجبه يحتم عليه أن يفعّل القلق الموجود بالمجتمع بالاستفادة الكاملة بحرية التعبير في المجتمع الهولندي.
قال جامي أن الشريعة تقول بقتل من يترك الإسلام. ازدياد دعم الحكومة الهولندية للسماح بحرية الاعتقاد هو السمة الأساسية لخطة اللجنة. تركت برادة اللجنة في يونيو 2007 لأنها شعرت أن جامي يتصرف بحدة تجاه المعتقد الإسلامي بشكل عام، وصرحت: «لا أريد مواجهة الإسلام بحد ذاته. أنا فقط أريد نشر رسالة أنه يجب السماح للمسلمين بترك الإسلام وراءهم دون أن يكونوا مهددين» 